# Моногамия
Моногамия (от старогръцки: μονογαμία) означава единобрачие, т.е. наличието на един брачен партньор.

## Правен статут в България
Съгласно българския Семеен кодекс, в сила от 1.10.2009 г., една от пречките за сключване на брак между мъж и жена е именно наличието на вече съществуващ такъв. Чл. 7, ал. 1, т. 1 поставя изискването, че едно лице, което е свързано с валидно сключен брак (сключен съгласно изискванията на закона и не прекратен поради каквото и да е основание – смърт, развод или унищожаемост) не може да сключва друг брак, докато първият не бъде прекратен на едно от посочените основания. Липсва брак, когато липсва валиден законов такъв, а именно: при фактическо съжителство, при сключен нищожен брак, прекратен брак поради смърт или поради обявена смърт; прекратен брак с развод, след влизане в сила на съдебното решение; при унищожен предшестващ брак. Последиците от нарушаването на принципа за моногамията са две: 1) всеки от съпрузите по втория брак има право на иск за унищожаване на брака, такова право имат и прокурорът и съпругът от първия валиден брак; 2) деянието е въздигнато в престъпление от НК, съгласно чл. 176, ал.1 и се наказва с лишаване от свобода до 3 г.
Наличието на такава пречка за сключване на брак е абсолютна.